# Bruce Springsteen & the E Street Band: Live In New York City
Bruce Springsteen & the E Street Band: Live In New York City es un documental de Bruce Springsteen & The E Street Band realizado por la cadena de televisión HBO. Una recopilación de canciones interpretadas en directo fue publicado como doble álbum en directo por la compañía discográfica Columbia Records en marzo de 2001, y posteriormente como DVD el 9 de noviembre del mismo año. Las tres publicaciones recogen los dos últimos conciertos que Springsteen ofreció en el Madison Square Garden de Nueva York durante la gira de reunión de la E Street Band entre 1999 y 2000.

## Historia
El documental, de 90 minutos de duración, fue filmado durante los conciertos ofrecidos el 29 de junio y el 1 de julio de 2000 en el Madison Square Garden. La cadena HBO recibió seis nominaciones a los premios Emmy y ganó dos. Durante los conciertos, Springsteen estrenó dos nuevas canciones: «Land of Hope and Dreams», cuya versión en estudio apareció en el álbum de 2012 Wrecking Ball, y «American Skin (41 Shots)», en la que relata el asesinato de Amadou Diallo a manos de la policía de Nueva York. Además, el documental incluyó también versiones con la E Street Band de «Atlantic City» y «Youngstown», publicadas en Nebraska y The Ghost of Tom Joad, dos trabajos que Springsteen grabó en solitario. «Tenth Avenue Freeze-Out» incluyó también una pequeña versión de la canción de Al Green «Take Me to the River».
El 27 de mayo de 2001, Columbia Records publicó un doble álbum en directo titulado Live in New York City con las canciones incluidas en el documental, además de «Lost in the Flood», «Born in the U.S.A.», «Don't Look Back», «Jungleland», «Ramrod» y «If I Should Fall Behind». El álbum alcanzó el puesto cinco en la lista estadounidense Billboard 200 y el doce en la lista de discos más vendidos del Reino Unido.
Posteriormente, el 6 de noviembre, Columbia publicó un doble DVD bajo el mismo título. El primer DVD incluyó el documental de la HBO, mientras que el segundo disco incluyó otras once canciones interpretadas durante los conciertos en el Madison Square Garden, seis de ellas previamente publicadas en el álbum en directo y cinco inéditas: «Backstreets», «Darkness on the Edge of Town», «Light of Day», «The Promise» y «Thunder Road». El set también presentó un documental con clips en directo y entrevistas con miembros de la E Street Band.

## Lista de canciones
| Documental |                                 |          |  |
| N.º        | Título                          | Duración |  |
| 1.         | «My Love Will Not Let You Down» |          |  |
| 2.         | «Prove It All Night»            |          |  |
| 3.         | «Two z Hearts»                  |          |  |
| 4.         | «Atlantic City»                 |          |  |
| 5.         | «Mansion on the Hill»           |          |  |
| 6.         | «The River»                     |          |  |
| 7.         | «Youngstown»                    |          |  |
| 8.         | «Murder Incorporated»           |          |  |
| 9.         | «Badlands»                      |          |  |
| 10.        | «Out in the Streets»            |          |  |
| 11.        | «Tenth Avenue Freeze-Out»       |          |  |
| 12.        | «Born to Run»                   |          |  |
| 13.        | «Land of Hope and Dreams»       |          |  |
| 14.        | «American skin (41 Shots)»      |          |  |

| Álbum (CD1) |                                 |          |  |
| N.º         | Título                          | Duración |  |
| 1.          | «My Love Will Not Let You Down» | 5:40     |  |
| 2.          | «Prove It All Night»            | 6:17     |  |
| 3.          | «Two Hearts»                    | 4:30     |  |
| 4.          | «Atlantic City»                 | 6:37     |  |
| 5.          | «Mansion on the Hill»           | 4:20     |  |
| 6.          | «The River»                     | 11:16    |  |
| 7.          | «Youngstown»                    | 6:17     |  |
| 8.          | «Murder Incorporated»           | 6:10     |  |
| 9.          | «Badlands»                      | 5:43     |  |
| 10.         | «Out in the Street»             | 6:40     |  |
| 11.         | «Born to Run»                   | 5:57     |  |

| Álbum (CD2) |                            |          |  |
| N.º         | Título                     | Duración |  |
| 1.          | «Tenth Avenue Freeze-Out»  | 16:10    |  |
| 2.          | «Land of Hope and Dreams»  | 9:47     |  |
| 3.          | «American Skin (41 Shots)» | 8:45     |  |
| 4.          | «Lost in the Flood»        | 7:24     |  |
| 5.          | «Born in the U.S.A.»       | 5:46     |  |
| 6.          | «Don't Look Back»          | 3:20     |  |
| 7.          | «Jungleland»               | 10:55    |  |
| 8.          | «Ramrod»                   | 6:40     |  |
| 9.          | «If I Should Fall Behind»  | 6:10     |  |

| DVD (Disco uno) |                                 |          |  |
| N.º             | Título                          | Duración |  |
| 1.              | «My Love Will Not Let You Down» |          |  |
| 2.              | «Prove It All Night»            |          |  |
| 3.              | «Two Hearts»                    |          |  |
| 4.              | «Atlantic City»                 |          |  |
| 5.              | «Man sion on the Hill»          |          |  |
| 6.              | «The River»                     |          |  |
| 7.              | «Youngstown»                    |          |  |
| 8.              | «Murder Incorporated»           |          |  |
| 9.              | «Badlands»                      |          |  |
| 10.             | «Out in the Streets»            |          |  |
| 11.             | «Tenth Avenue Freeze-Out»       |          |  |
| 12.             | «Born to Run»                   |          |  |
| 13.             | «Land of Hope and Dreams»       |          |  |
| 14.             | «American skin (41 Shots)»      |          |  |

| DVD (Disco dos) |                                |          |  |
| N.º             | Título                         | Duración |  |
| 1.              | «Backstreets»                  |          |  |
| 2.              | «Don't Look Back»              |          |  |
| 3.              | «Darkness on the Edge of Town» |          |  |
| 4.              | «Lost in the Flood»            |          |  |
| 5.              | «Born in the U.S.A.»           |          |  |
| 6.              | «Jungleland»                   |          |  |
| 7.              | «Light of Day»                 |          |  |
| 8.              | «The Promise»                  |          |  |
| 9.              | «Thunder Road»                 |          |  |
| 10.             | «Ramrod»                       |          |  |
| 11.             | «If I Should Fall Behind»      |          |  |

## Posición en listas
| Año  | País              | Lista                       | Posición |
| ---- | ----------------- | --------------------------- | -------- |
| 2001 | Alemania          | Media Control Albums Charts | 9        |
| 2001 | Austria           | Ö3 Austria Top 40           | 10       |
| 2001 | Bélgica (Flandes) | Ultratop 200 Albums         | 7        |
| 2001 | Bélgica (Valonia) | Ultratop 200 Albums         | 38       |
| 2001 | Canadá            | Top Canadian Albums         | 19       |
| 2001 | España            | Promusicae Albums Chart     | 2        |
| 2001 | Estados Unidos    | Billboard 200               | 5        |
| 2001 | Francia           | SNEP Albums Chart           | 10       |
| 2001 | Italia            | Italian Albums Chart        | 1        |
| 2001 | Noruega           | VG-lista Albums Chart       | 3        |
| 2001 | Nueva Zelanda     | New Zealand Top 40 Albums   | 9        |
| 2001 | Países Bajos      | Mega Album Top 100          | 31       |
| 2001 | Reino Unido       | UK Album Chart              | 12       |
| 2001 | Suecia            | Albums Top 60               | 3        |
| 2001 | Suiza             | Top Albums 100              | 13       |